# Peter Breithut

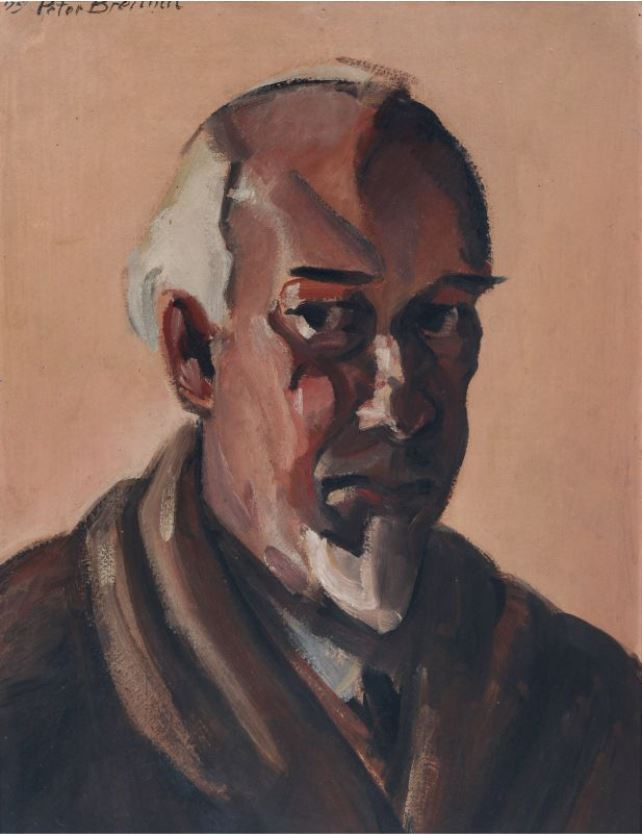
Peter Breithut, Selbstbildnis (1929)

Peter Breithut (* 12. Juni 1869 in Krems, Niederösterreich; † 3. Juni 1930 in Mannheim) war ein österreichischer Maler, Bildhauer, Grafiker, Medailleur und Goldschmied.

## Leben
Breithut war ein Schüler seines Vaters und besuchte zunächst die Goldschmied-Fachschule. 1887 bis 1888 nahm er am Sonderkurs für Ziselierkunst an der Wiener Kunstgewerbeschule bei Stefan Schwartz teil und absolvierte 1897 bis 1898 ein Studium der Bildhauerei an der Wiener Akademie bei Edmund von Hellmer. Vom 27. März 1902 bis zum 27. Februar 1905 war er Mitglied des Wiener Künstlerhauses. 

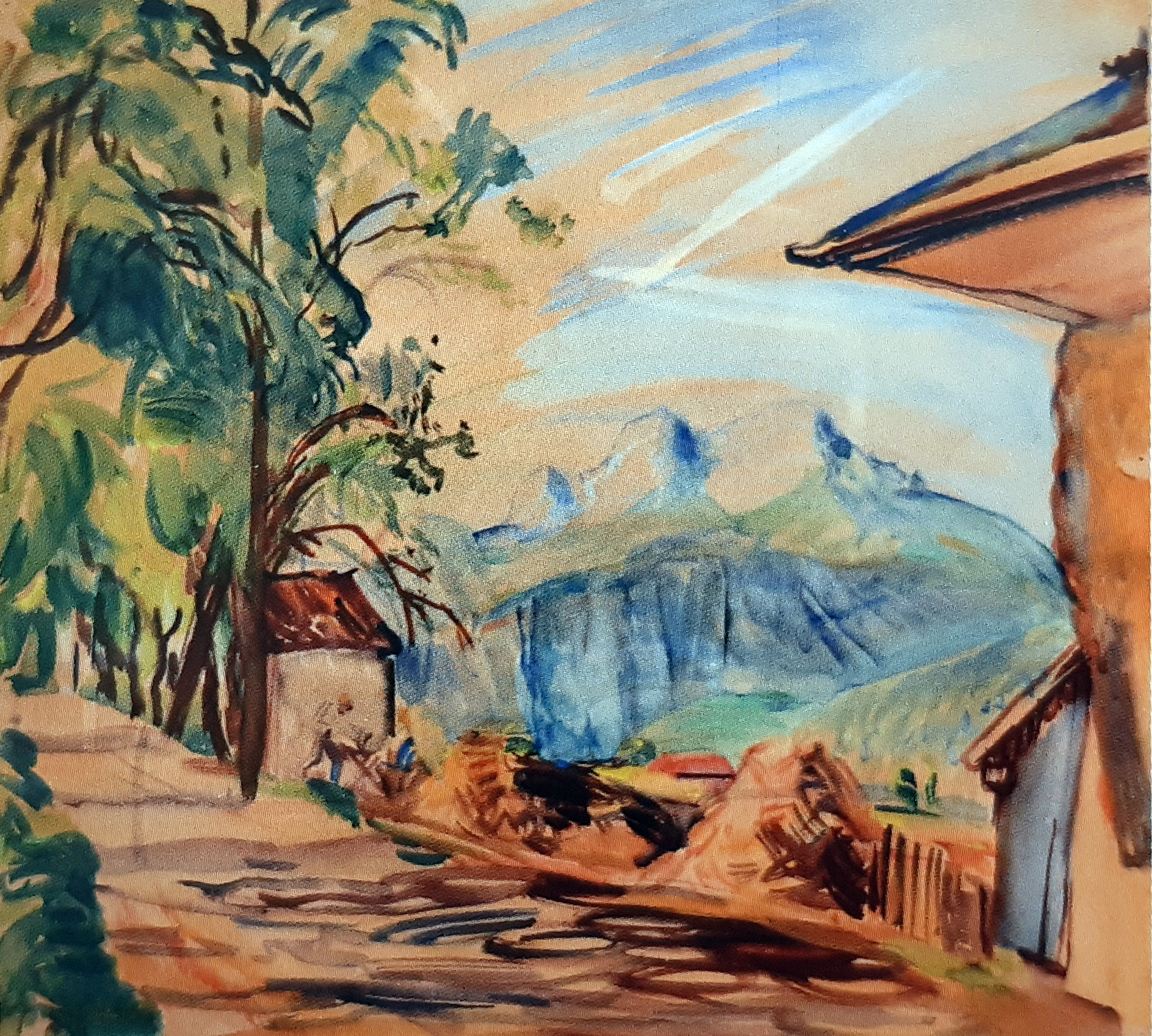
Dorfstraße nahe Berglandschaft, 1924, Aquarell auf Papier, 34 × 37,5 cm

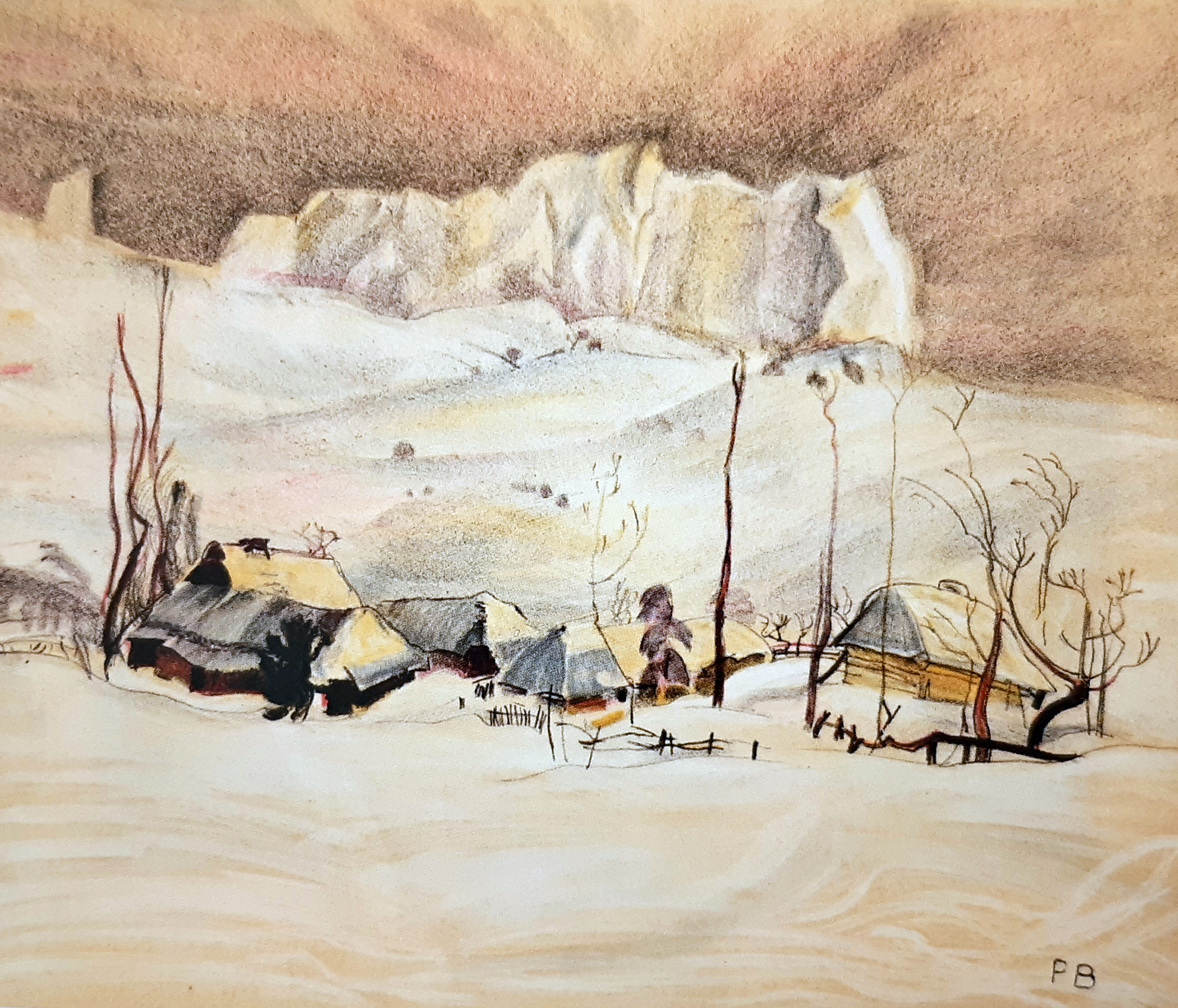
Gehöfte im Winter, Farblithografie, 35 × 47,5 cm

Nach Studienaufenthalten in Frankreich 1912 und 1913 war Breithut vor allem als Maler und Grafiker tätig. Bis 1914 stellte er in der Wiener Secession aus. Im Ersten Weltkrieg absolvierte er von 1915 bis 1918 seinen Militärdienst. Von 1922 an bis zu seinem Tod war er Mitglied der Wiener Künstlervereinigung Hagenbund, die im Dezember 1930 eine Gedächtnisausstellung (mit 28 Aquarellen und 3 Porträtzeichnungen) für ihn veranstaltete. Bis 1922 lebte Breithut in Wien und zog anschließend nach Mannheim um. Er fertigte Medaillons von Erzherzog Franz Salvator, Caspar von Zumbusch, Babette Devrient, Michael Thonet, Karoline Bachmayr und Ernst Wilhelm von Brücke an.
Die Malerin Eugenie Breithut-Munk war seine erste Ehefrau. Nach ihrem frühen Tod im Juli 1915 ging Peter Breithut eine zweite Ehe mit der Sprachlehrerin Marianne Benndorf ein, mit der er in Mannheim an der Adresse Richard-Wagner-Straße 91 lebte. Dort starb er am 3. Juni 1930, wenige Tage vor Vollendung seines 61. Lebensjahres.

## Werke in Sammlungen
- Albertina
- Wien Museum

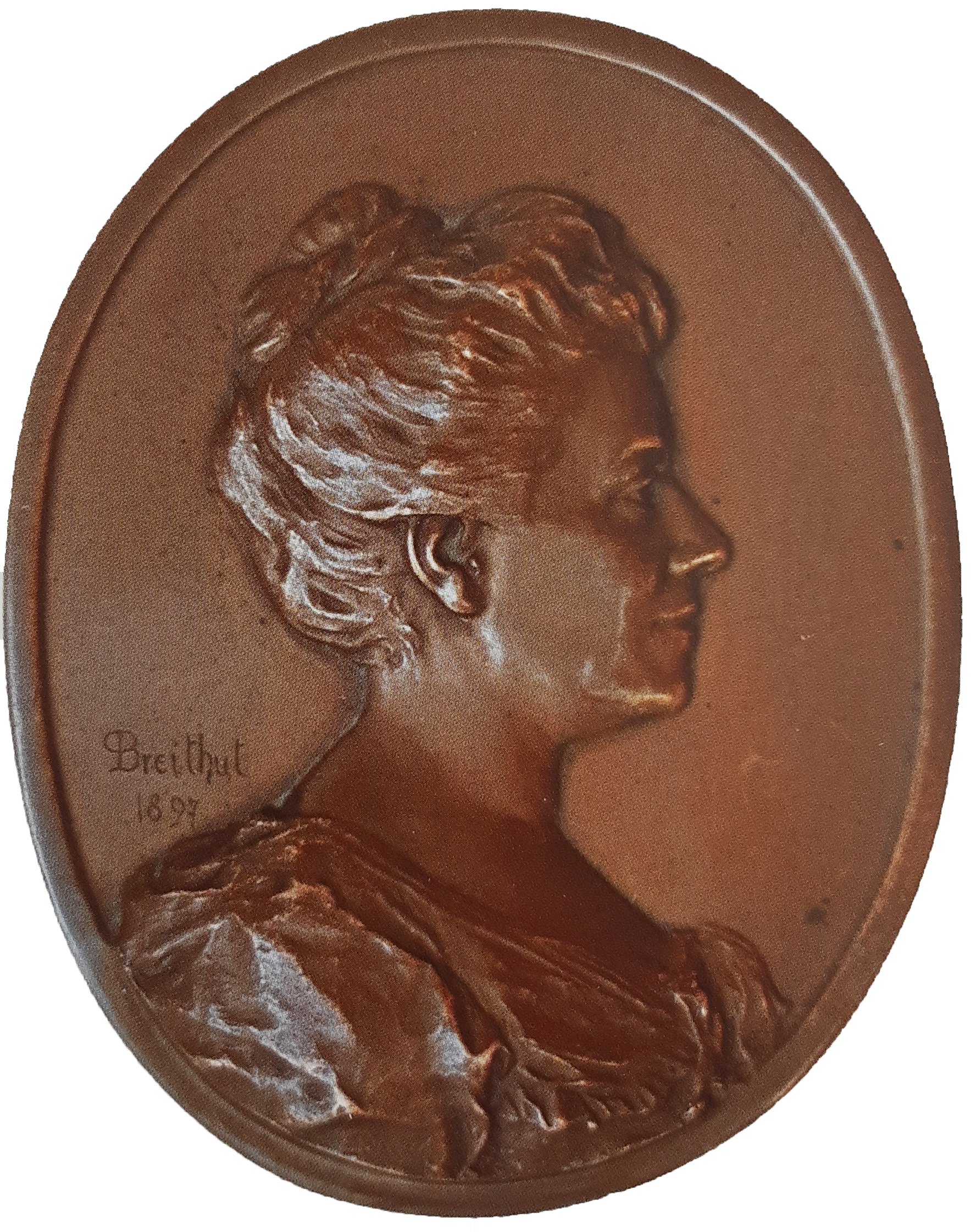
Damenbildnis von 1897, Bronzeplakette, 10 × 8,2 cm

- Münzkabinett Kunsthistorisches Museum Wien
- Medaillonssammlung Museum Francisco Carolinum Linz